# General Magic
General Magic war ein US-amerikanisches Unternehmen, das von Bill Atkinson, Andy Hertzfeld und Marc Porat gegründet wurde und sich mit der Entwicklung von tragbaren Dateneingabegeräten befasste. Das Unternehmen entwickelte den personal intelligent communicator, einen Vorläufer des PDA.
Das erste Projekt begann 1990 bei Apple. Marc Porat vertrat die Überzeugung, dass die Zukunft der EDV in der Integration von klassischen Computerfunktionen (Tabellenkalkulation, Textverarbeitung), Kommunikationssystemen (E-Mail, Mobilfunk) und Unterhaltungselektronik (Fotoapparate, Spielcomputer) liege.
Schließlich konnte er Apples CEO John Sculley für die Idee gewinnen, der die Entwicklung solcher Geräte im Rahmen des so genannten Paradigma-Projekts genehmigte. Das Projekt lief einige Monate bei Apple; die Geschäftsführung zeigte dafür allerdings nur wenig Interesse und verfolgte das Projekt daher nur mit geringer Priorität. Letztendlich schlugen sie Sculley vor, die Arbeiten in einer separaten Firma auszugründen, was im Mai 1990 auch geschah.
Am Anfang des Unternehmens General Magic stand vorläufig hauptsächlich das Schlagen der Werbetrommel. Im Jahr 1992 konnten einige namhafte Unternehmen der Elektronikbranche (zum Beispiel Sony, Motorola, Matsushita, Philips und AT&T) als Partner gewonnen werden, die auch die entsprechende Finanzkraft mitbrachten.
Ungeachtet dessen begann auch bei Apple wieder die Entwicklung tragbarer Computer, an deren Ende der Apple Newton stand. Ohne ersichtlichen Grund wurde General Magic von Apple verklagt. Der Prozess verlief zwar im Sande, das Verhältnis zwischen beiden Unternehmen wurde dadurch aber nachhaltig gestört. Im Februar 1995 ging General Magic an die Börse, der Aktienkurs verdoppelte sich noch am selben Tag.
Das Konzept des General-Magic-Systems bestand darin, die Rechenlast typischer Anwendungen auf mehrere Geräte zu verteilen. Den Entwicklern war klar, dass tragbare Geräte aufgrund ihrer Größe und der Energieversorgung nicht die Leistung normaler PCs erreichen konnten. Es war also ausgeschlossen, die Funktionen eines Desktop-PCs einfach 1:1 zu übernehmen. Stattdessen wurden die Geräte nur mit einem Minimal-Betriebssystem – bezeichnet als Magic Cap – ausgestattet, in welchem alle notwendigen Grundfunktionen und eine Benutzeroberfläche integriert waren. Die Gestaltung der Oberfläche orientierte sich nicht an der noch heute gebräuchlichen Schreibtischmetapher, sondern an einer so genannten Raum-Metapher. Das bedeutete, dass Büroanwendungen wie E-Mail und Adressbuch im „Büro“ zu finden waren, Spiele beispielsweise im „Wohnzimmer“.
Anwendungen wurden im Allgemeinen in Objective-C programmiert und basierten auf den Programmbibliotheken, die das Magic-Cap-Betriebssystem zur Verfügung stellte. Die Installation der Programme erfolgte in Paketen (packages), die flexibel aufgespielt und wieder entfernt werden konnten. Damit wurde der möglichst effizienten Nutzung des begrenzten Speicherplatzes Rechnung getragen.
Eine weitere Programmiersprache war Telescript, deren Schwerpunkt auf Kommunikation lag. Ähnlich wie bei Java wurden Telescript-Programme in plattformunabhängigen Bytecode kompiliert. Mittels Telescript wurden das Konzept der Lastverteilung umgesetzt. So wurde beispielsweise auf dem Gerät eine Anwendung aufgerufen, die dann auf einem Server ein weiteres Telescript-Programm startete. Das Server-Programm übernahm die Hauptlast der benötigten Rechenleistung, so dass das Handheld-Gerät im Prinzip nur als Terminal fungierte.
Das Ziel von General Magic war es, Telescript-Programme flächendeckend verfügbar zu machen. Zunächst sollten vor allem ausgewählten Knotenpunkte (zum Beispiel Server für mobile Telefonie) damit ausgestattet werden, später dann auch Desktop-PCs, die die Anwendungen per Internet verfügbar machen sollten. Es sollten also flächendeckend mobile Agenten zum Einsatz gebracht werden.
Magic-Cap-Geräte wurden von Sony, AT&T und Motorola 1994 auf den Markt gebracht. Als Prozessor wurde der Motorola 68300 Dragon eingesetzt. Im Gegensatz zu anderen Handheld-Geräten, die um die gleiche Zeit auf den Markt kamen, konnte das Magic-Cap-System keine Handschrifterkennung und geriet daher sehr schnell ins Hintertreffen.
Des Weiteren war auch die Infrastruktur (d. h. die Telescript-Server) kaum vorhanden. Die Mobilfunkbetreiber hatten bis dahin noch keine einzige Telescript-Anwendung auf ihren System installiert, so dass die eigentlich vorgesehene Nutzungsmöglichkeit entfiel.
Bei General Magic wurden die Entwicklungen des Computermarktes sehr zutreffend vorhergesehen (zum Beispiel die Verbreitung von E-Mail oder Mobiltelefonen). Der Fehler war allerdings die Annahme, dass all dies auf Basis eines proprietären Netzwerks (im Besitz von AT&T/NTT DoCoMo, spöttisch the cloud – „die Wolke“ genannt) geschehen würde. Das aufstrebende World Wide Web und der Mosaic-Browser – beides frei verfügbar – sorgten letztlich dafür, dass sich die General-Magic-Geräte nicht durchsetzen konnten.
Die Verkaufszahlen waren so schlecht, dass die Produktion bald eingestellt wurde. General Magic unternahm noch mehrere Versuche, sein Konzept wiederzubeleben, zuletzt 1999 als Voice-Message-System.